# Ylivieska vasútállomás
Ylivieska vasútállomás Finnországban,  településen található.

## Vasútvonalak
Az állomást az alábbi vasútvonalak érintik:
- Seinäjoki–Oulu-vasútvonal
- Iisalmi–Ylivieska-vasútvonal

## Kapcsolódó állomások
A vasútállomáshoz az alábbi állomások vannak a legközelebb:
- Karhukangas railway station (Seinäjoki vasútállomás, Seinäjoki–Oulu-vasútvonal, délnyugat)
- Kangas railway station (Oulu vasútállomás, Seinäjoki–Oulu-vasútvonal, északkelet)